# If (canción de Pink Floyd)
«If» es una canción del álbum Atom Heart Mother de Pink Floyd de 1970, escrita y cantada por Roger Waters, que trata sobre su auto-análisis. Así como Grantchester Meadows, If tiene un estilo folk y pastoral, pero en cambio habla sobre la baja autoestima.
La canción fue tocada en vivo en una sesión con John Peel el 16 de julio de 1970 en el BBC's Paris Theatre, en Londres. Esa vez Richard Wright tocó el órgano y el bajo. Waters la tocó numerosas veces durante sus giras como solista, la mayoría durante las giras 'Pros and Cons' de 1984 y 1985, y como soporte para su álbum Radio K.A.O.S. en 1987.

## Personal
- Roger Waters - voces, guitarra acústica y bajo.
- David Gilmour - Guitarra eléctrica
- Richard Wright - Piano, órgano.
- Nick Mason - Batería